# Pauronota lasioprepes
Pauronota lasioprepes är en fjärilsart som beskrevs av Oswald Beltram Lower 1915. Pauronota lasioprepes ingår i släktet Pauronota och familjen plattmalar. Inga underarter finns listade i Catalogue of Life.